# Macedoni (gruppo etnico)
I macedoni (in macedone, Mакедонци, makedonci) sono il gruppo etnico più numeroso della Macedonia del Nord. Sono un popolo slavo meridionale, caratterizzato dall'uso della lingua macedone, una delle lingue slave meridionali.

## Origini
Le origini dei macedoni si trovano nei greci e negli illiri. Nell'antichità, gran parte della Macedonia centro-settentrionale (il bacino del fiume Vardar) era abitata dai Peoni. La pianura Pelagonia era invece abitata dagli omonimi Pelagoni, una popolazione macedone; mentre la regione occidentale era abitata dagli Illiri. Nel tardo periodo classico, si erano già sviluppate varie città-stato, simili alle polis greche, e una fiorente attività mineraria, e la Peonia divenne una provincia costituente del Regno di Macedonia. La conquista romana portò con sé una significativa romanizzazione della regione, ove ancora perdura l'etnia arumena. Durante il periodo di dominazione romana, a varie popolazioni barbariche foederate con l'Impero venne concesso di stabilirsi nella regione corrispondente all'odierna Macedonia; tra questi, i Sarmati durante il regno di Costantino o i Goti di Alarico (che vi rimasero per dieci anni). A differenza delle provincie di confine, durante la tarda antichità e nell'Alto Medio Evo, tutta la Macedonia fu una provincia florida e di fede cristiana.
Le popolazioni di lingua slava giunsero in Macedonia dopo il periodo romano, sebbene il meccanismo esatto di tale espansione linguistica rimanga oggetto di discussione tra gli studiosi. Tali cambiamenti sono stati tradizionalmente associati alle scorrerie degli Sclaviniae e degli Anti dalla Valacchia e dall'Ucraina occidentale durante il VI e il VII secolo. Considerazioni antropologiche e archeologiche più recenti, invece, vedono la comparsa degli Slavi in Macedonia - e in generale in tutti i Balcani - come parte di un ampio e complesso processo di trasformazione del panorama culturale, politico ed etno-linguistico balcanico dopo il collasso dell'autorità romana. Non sono ancora noti i dettagli e la cronologia degli spostamenti delle singole popolazioni. È invece certo che la Macedonia settentrionale, a differenza della Bulgaria, rimase culturalmente romana fino al VII secolo e oltre. Nello stesso tempo, le fonti attestano la presenza di numerose tribù slave a Tessalonica e nelle regioni limitrofe, inclusi i Berziti in Pelagona. Oltre agli Slavi e ai Bizantini, nel tardo VII secolo la pianura circostante Bitola era abitata da Romani, Bulgari ed Avari e i Cudriguri si erano stabiliti nella regione. Stanziamenti minori di Vardariotai (Magiari) avvennero nel IX secolo, di Armeni nel X-XII secolo, di Cumani nel XI-XIII secolo e di minatori sassoni nel XIV-XV secolo.
Dopo la metà del IX secolo, la regione macedone venne gradualmente incorporata nell'Impero bulgaro, sebbene manchino i dettagli che vi hanno condotto. Clienti dei Bizantini, gli Sklaviniae della Macedonia probabilmente divennero vassalli dei Bulgari durante il regno dell'imperatrice Irene. Successivamente, il centro ecclesiastico e letterario di Ocrida non solo divenne una seconda capitale culturale per la Bulgaria medievale, ma presto eclissò la stessa Preslav. Molti aspetti che definiscono la cultura macedone odierna rappresentano il culmine della cultura derivata dall'incontro tra quella bizantina, bulgara e serba (descritta da Dimitri Obolensky come un "commonwealth bizantino"). La regione macedone, dove si concentrarono molti sviluppi culturali, liturgici e politici, fu la "culla" della cultura slava ortodossa.
Antropologicamente, i macedoni posseggono linguaggi genetici assunti come rappresentativi dei processi demografici preistorici e storici dei Balcani, tipicamente trovati anche in altre popolazioni degli Slavi meridionali e soprattutto tra i bulgari, serbi, bosniaci, montenegrini e anche tra gli abitanti della Grecia settentrionale e della Romania.

## La controversia sul nome
Il nome utilizzato per identificare il gruppo etnico dei macedoni, al posto del termine slavo-macedoni, e l'uso di alcuni simboli antichi come il Sole di Verghina vengono contestati dalla Grecia mentre la Bulgaria non riconosce l'esistenza di una nazionalità macedone distinta da quella bulgara.
"Slavo-macedoni" può essere tradotto in macedone come "Македонски Словени" (Makedonski Sloveni). Slavi è il primo aggettivo qualificativo utilizzato dagli studiosi per distinguere il gruppo etnico dei macedoni da tutti gli altri abitanti della regione. Il linguista, storico ed etnografo Krste Misirkov stesso — il cui contributo è stato fondamentale per la creazione di un'identità macedone distinta da quella bulgara — utilizzò ripetutamente tale qualifica nei primi testi patriottici sull'etnia macedone.
Secondo lo storico locale Pavlos Koufis, cittadino greco di etnia macedone, anche i cittadini slavo-macedoni della Grecia accettarono il termine con favore perché li inseriva all'interno della grande famiglia delle popolazioni slave.
Ad ogni modo, l'uso di "slavo-macedoni" in riferimento al gruppo etnico ed alla lingua, sebbene accettabile in passato, attualmente può essere considerato peggiorativo ed offensivo da alcuni macedoni residenti in Grecia. L'International Helsinki Federation for Human Rights riporta:
(The Greek Human Rights Web Pages, 2002.)

## Alcuni macedoni famosi

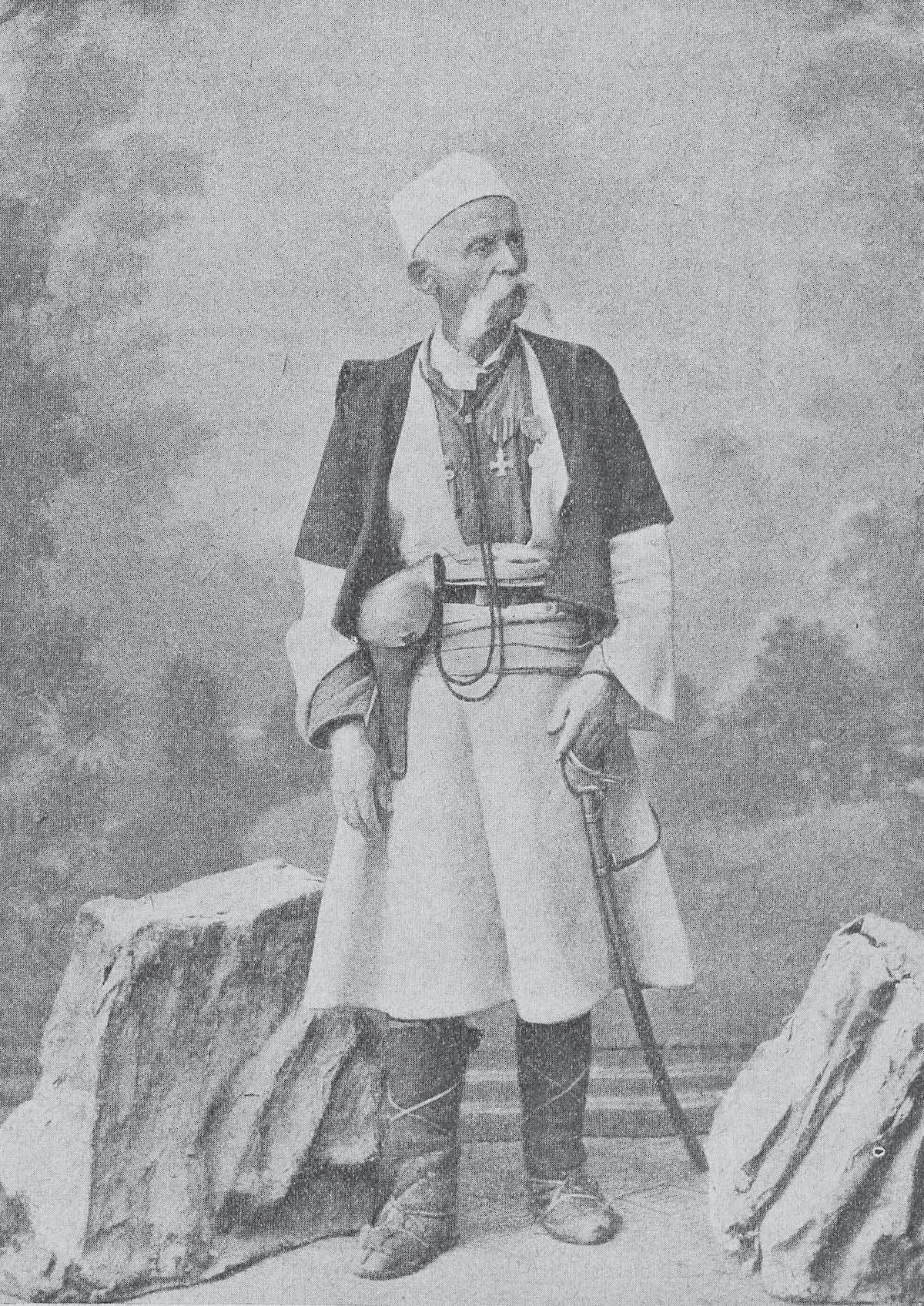
Georgi Pulevski
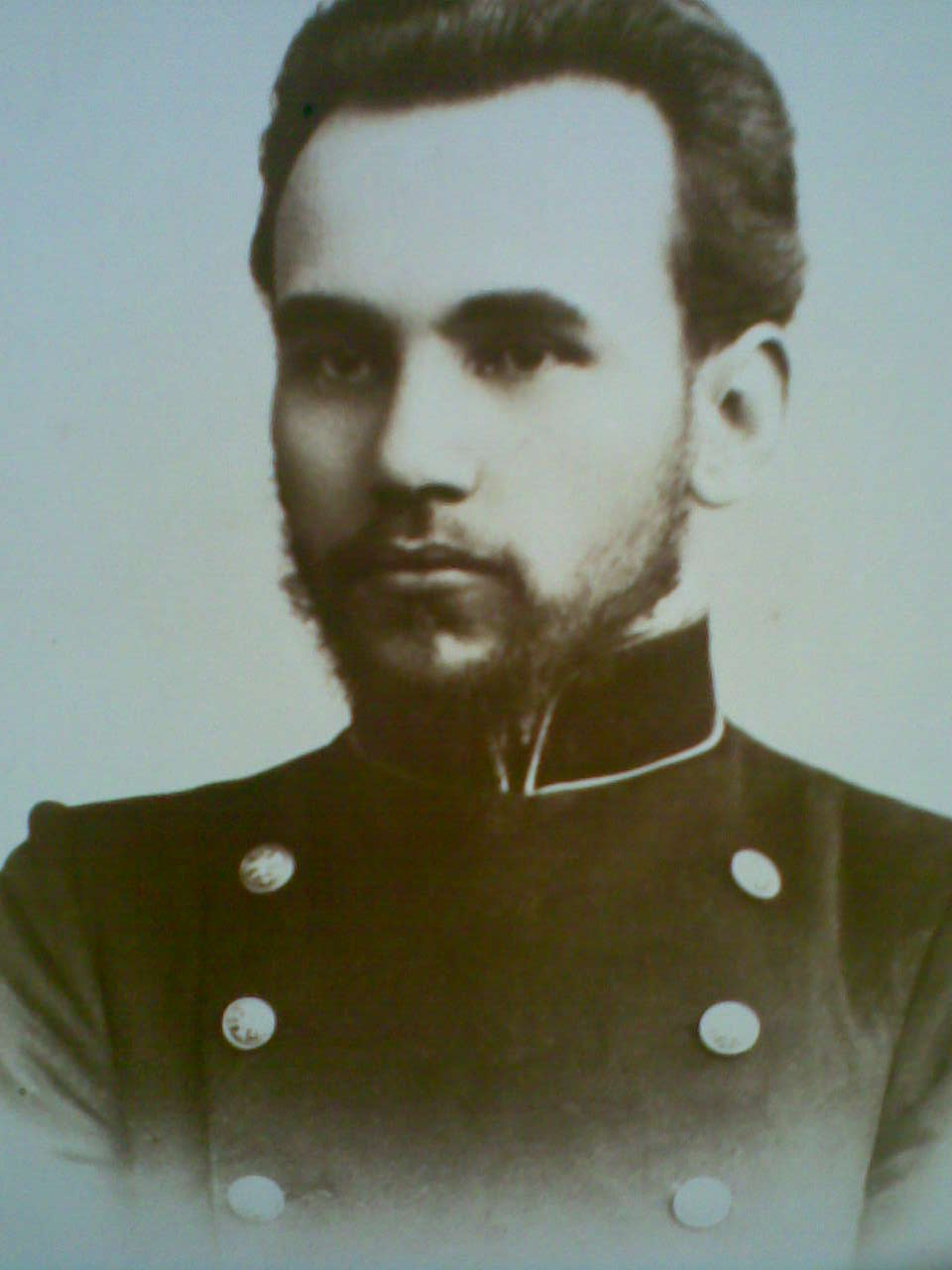
Dimitrija Čupovski
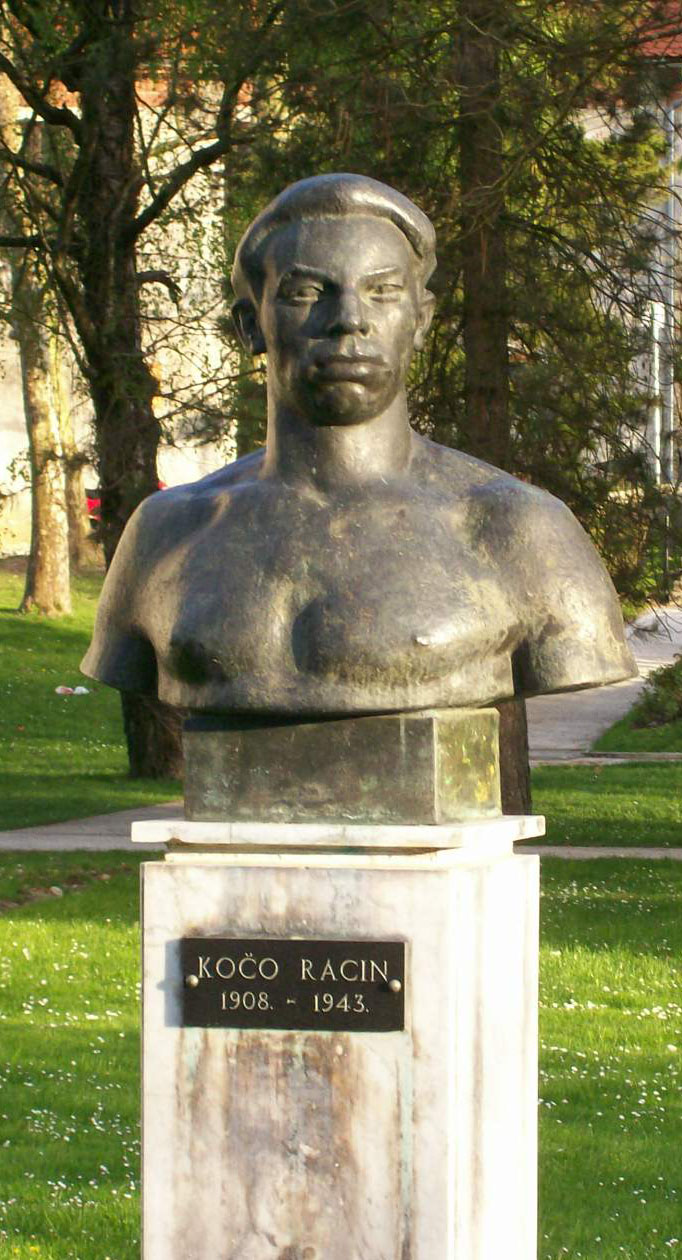
Kočo Racin
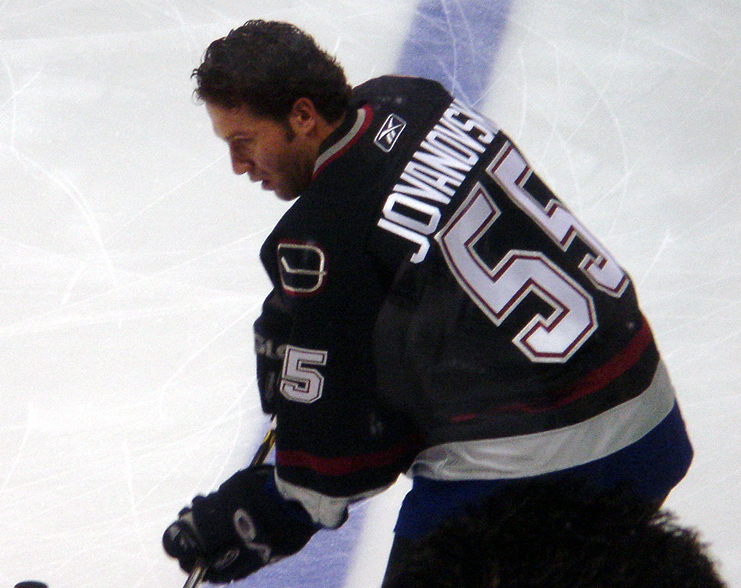
Ed Jovanovski
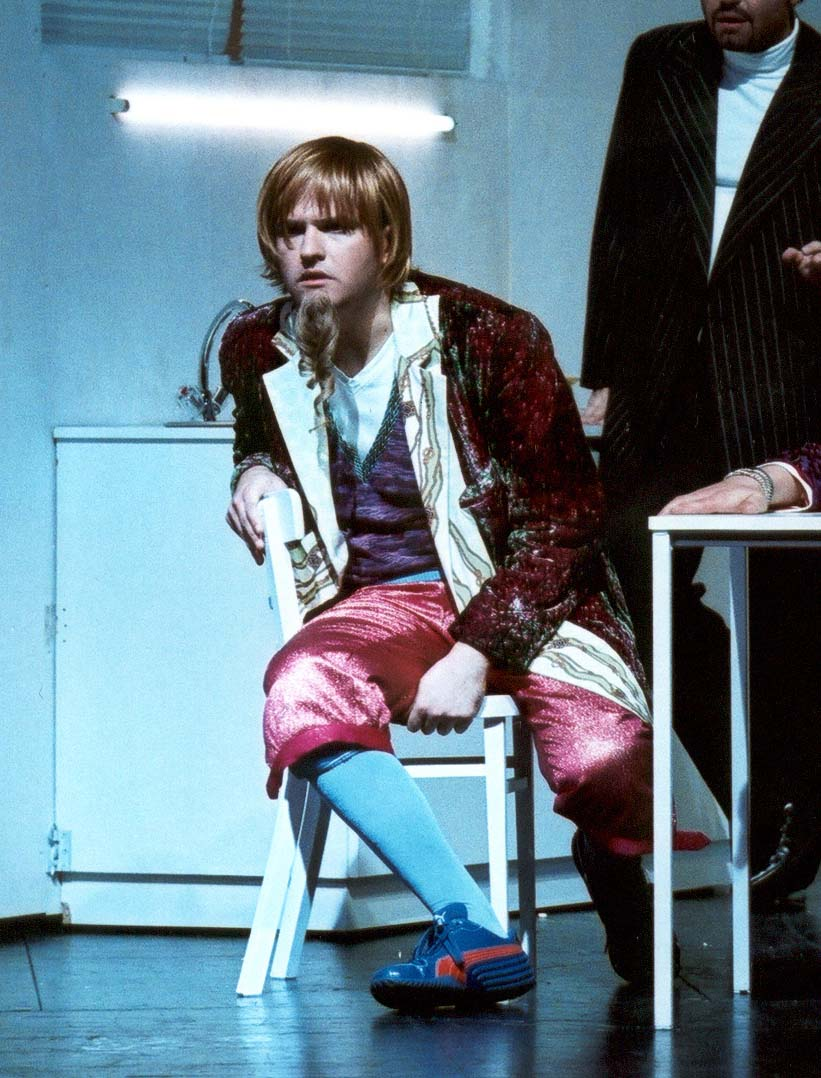
Blagoj Nacoski
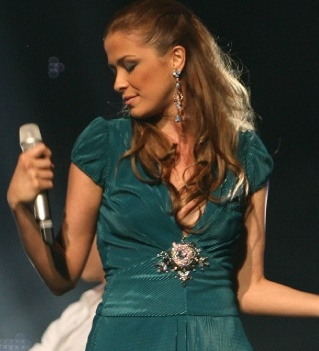
Karolina Gočeva
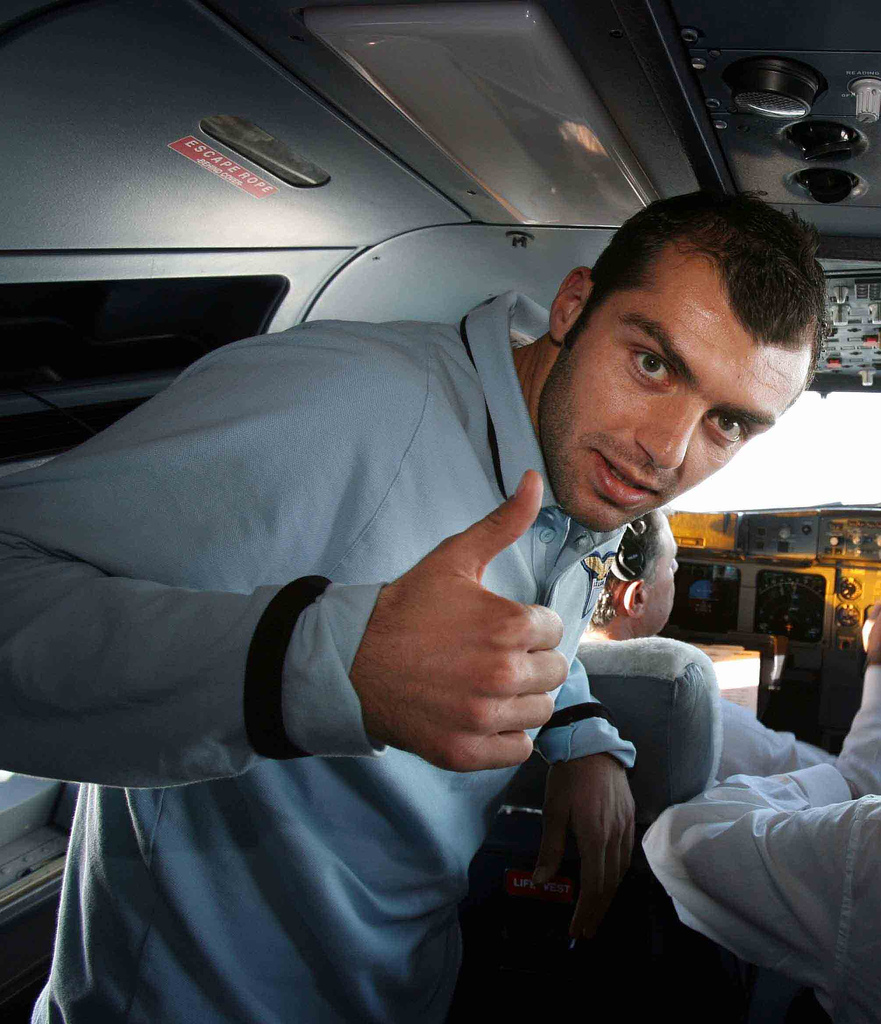
Goran Pandev
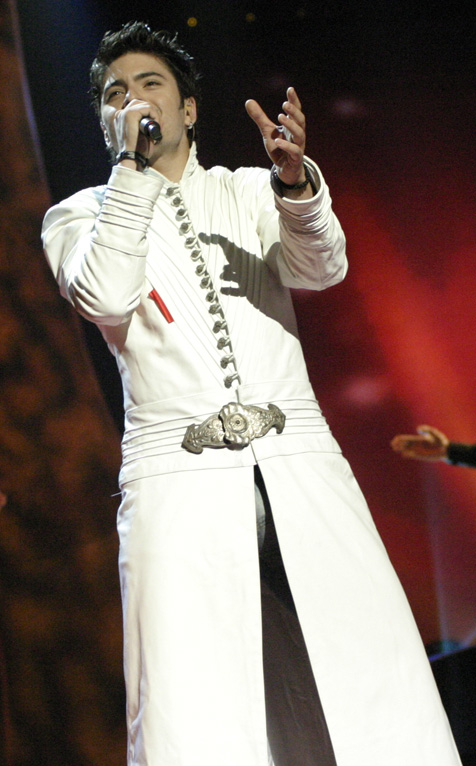
Toše Proeski
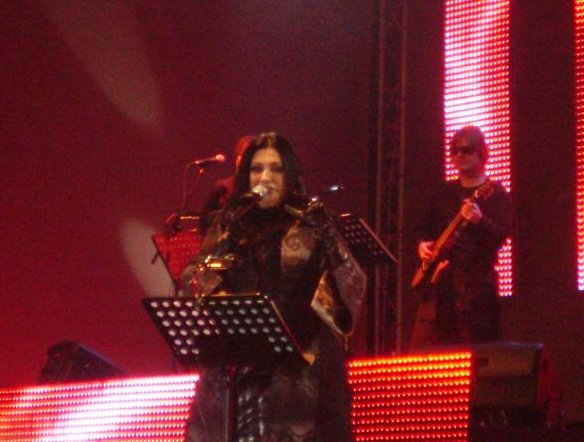
Kaliopi
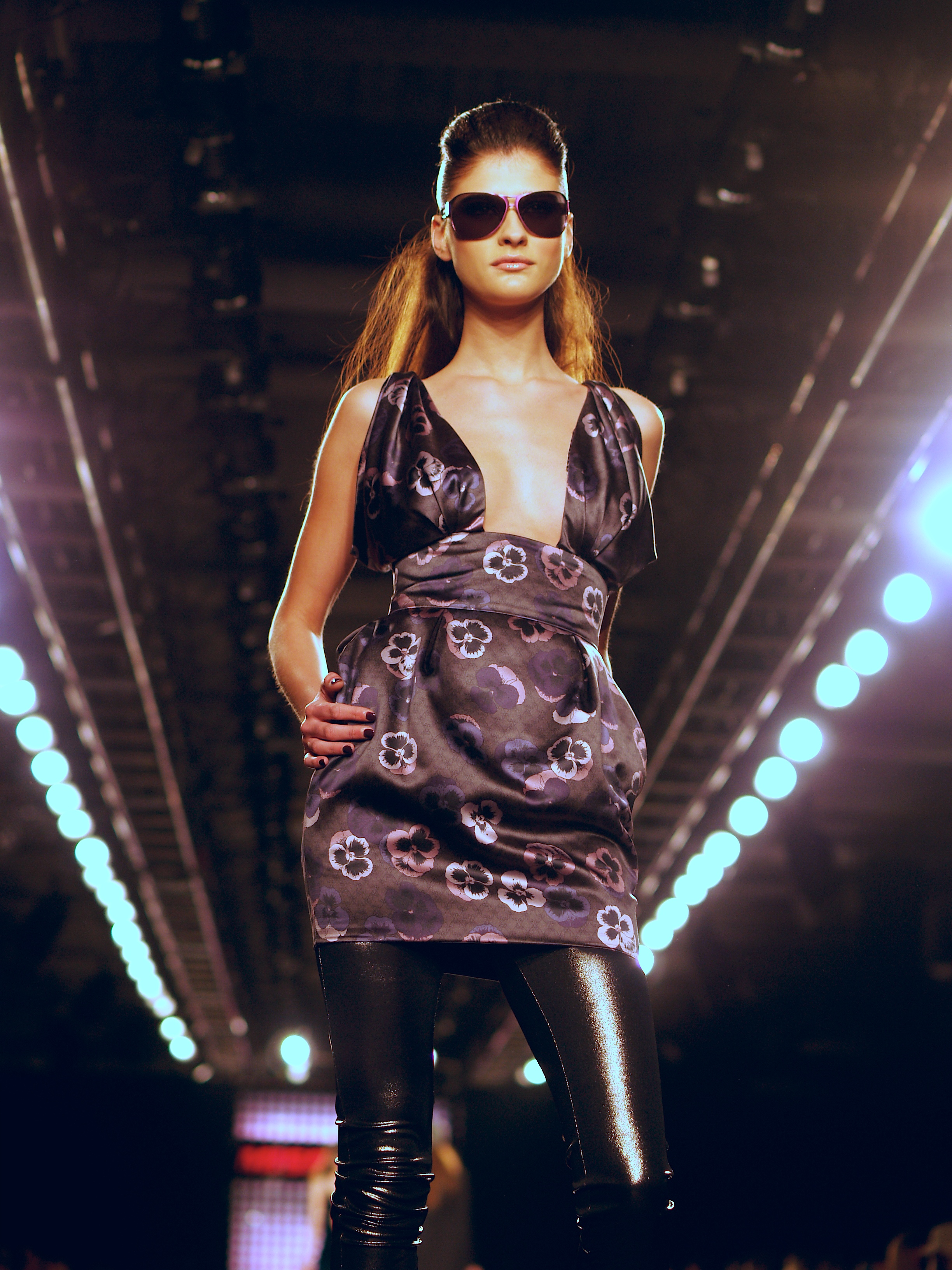
Katarina Ivanovska

Alexander Volkanovski